# Reichsschaft Deutscher Pfadfinder
Die Reichsschaft Deutscher Pfadfinder (RDP) war ein deutscher Pfadfinderbund, der zwischen 1932 und 1934 existierte. Als letzter interkonfessioneller Großbund der Bündischen Jugend vor deren endgültigem Verbot durch die Reichsjugendführung hat die Reichsschaft die Neugründung interkonfessioneller Pfadfinderbünde nach dem Zweiten Weltkrieg wesentlich beeinflusst.

## Geschichte
Die Reichsschaft entstand am 31. Dezember 1932 aus dem Zusammenschluss des Bundes der Reichspfadfinder und Späher, des Neudeutschen Pfadfinderbundes, des Bayerischen Pfadfinderrings München im Bayerischen Pfadfinderbund, des Deutschen Pfadfinderbundes St. Georgsring, der Kreuzpfadfinder in Oberschlesien, des Kampfbundes deutscher Jugend, von württembergischen Gruppen im Kolonial-Jugendcorps und größeren bündischen Gruppen aus Niedersachsen. Schon am 24./25. September 1932 hatten sich der Deutsche Späherbund und der Bund der Reichspfadfinder zum Bund der Reichspfadfinder und Späher zusammengeschlossen.
Erster Bundesführer wurde Dr. Rudolf Jürgens (vorher Mitglied im Neudeutschen Pfadfinderbund).
Bundeszeichen der Reichsschaft war die mit einem Reichsadler belegte Rautenlilie, die vom Neudeutschen Pfadfinderbund übernommen wurde, Bundestracht war ein dunkelblaues Hemd mit grau-rotem Halstuch.
Mit ihrer Gründung übernahm die Reichsschaft die Mitgliedschaft im Deutschen Pfadfinderverband von ihrem Vorgänger Bund der Reichspfadfinder. Am 2. April 1933 gehörte sie zu den Gründungsmitgliedern des Großdeutschen Bundes, verließ diesen aber schon am 1. Mai 1933 wieder, weil nach Darstellung der Reichsschaft Ziele und Aufgaben der Reichsschaft nicht zu diesem Bündnis passten. Mit der Auflösung des Großdeutschen Bundes am 17. Juni 1933 setzten auch Repressionen gegen die Reichsschaft ein, die Reichsjugendführung bestätigte aber im Sommer 1933 mehrfach, dass die Reichsschaft nicht unter das Verbot des Großdeutschen Bundes fiele und deshalb ihre Arbeit fortsetzen dürfe. Deshalb schlossen sich zahlreiche Gruppen von zuvor verbotenen Bünden der Reichsschaft an.
Im zweiten Halbjahr 1933 begannen Versuche der Hitlerjugend Einfluss auf die Führung der Reichsschaft zu gewinnen, um auf diesem Weg die Aufnahme der Hitlerjugend oder einer Untergliederung in die Weltpfadfinderbewegung zu erreichen. Schon im Sommer 1933 wurde die Teilnahme von Reichsschaft-Mitgliedern am vierten Jamboree in Gödöllő verboten, dieses Verbot wurde aber umgangen. Am 19. Februar 1934 teilte die Reichsjugendführung der Reichsschaft mit, dass der vom Deutschen Pfadfinderbund übergetretene Eberhard Plewe als Leiter des Auslandsamtes abgesetzt sei und durch Karl Nabersberg, Stabsleiter der Hitlerjugend, ersetzt werde. Nabersberg nahm kurz darauf Kontakte zum Internationalen Büro der Pfadfinderbewegung in London und zu den Scouts de France auf, die aber ergebnislos blieben, da diese eine Zusammenarbeit mit einem unter Führung der Hitlerjugend stehenden Pfadfinderbund ablehnten. 
Nachdem diese Gespräche gescheitert waren, wurde die Reichsschaft am 26. Mai 1934 verboten. Sie hatte sich zu Sammelbecken zahlreicher Bündischer entwickelt und zählte zuletzt etwa 4000 Mitglieder. Ab August 1934 betätigte sich der Bund illegal im Untergrund weiter, mit Zentrum in Berlin. Parallel dazu versuchten Mitglieder der Bundesführung um Plewe, unter ihnen auch Walther Jansen, bis Mitte 1936 eine Wiederzulassung der Reichsschaft zu erreichen.
Noch Weihnachten 1936 wurde ein illegales Winterlager in Groß Aupa im Riesengebirge durchgeführt. 1937 nehmen einzelne Deutsche, darunter die Reichsschaft-Mitglieder Heinz Ellon und Eberhard Plewe, illegal am fünften Welt-Jamboree in Vogelenzang bei Bloemendaal in den Niederlanden teil.
Im Oktober und November 1938 wurden einige Führer der verbotenen Reichsschaft verhaftet, darunter auch Jansen und Plewe, Jürgens floh vor der Verhaftung Anfang 1939 in die Schweiz. Der Verhaftung lag zugrunde, dass Jansen als Gestapo-Agent in Belgien aufgeflogen und nach Deutschland abgeschoben worden war.
Nach dem Zweiten Weltkrieg gründeten Jansen und Plewe in Berlin einen neuen Deutschen Pfadfinderbund, andere Mitglieder der Reichsschaft beteiligten sich maßgeblich an der Gründung des Bundes Deutscher Pfadfinder.